# Dzu Ji
Dzu Ji (kitajsko 祖乙) z osebnim imenom Dzi Teng je bil kitajski kralj iz dinastije Šang. 
V Zapisih Velikega zgodovinarja ga Sima Čjan navaja  kot trinajstega kralja iz dinastije Šang, ki je nasledil svojega očeta He Dan Džija.  Ustoličen je bil v letu džisi v prestolnici Šjan. V prvem letu svojega vladanja je svojo prestolnico preselil v Geng, kjer je imel slovesnost in napisal spis Dzuji. Naslednje leto je znova preselil svojo prestolnico, tokrat v Bi, kjer je bila šest let pozneje dokončana njegova palača. Med njegovo vladavino je dinastija Šang postala močnejša kot kdaj koli prej, zahvaljujoč se nekaterim preudarnim imenovanjem, vključno z imenovanjem Vušijana za premiera v tretjem letu njegove vladavine in Gaojuja za vazala v petnajstem letu njegove vladavine. Vladal je približno devetnajst let in dobil  posmrtno ime Dzu Ji. Nasledil ga je njegov sin Dzu Šin.
Zapisi na orakeljskih kosteh, izkopanih v Jinšuju, pišejo, da je bil dvanajsti kralj dinastije Šang, ki je nasledil svojega brata Džjan Džjaja in dobil posmrtno ime Šja Ji.